# Абдуллаев, Назир Рашидович
Нази́р Раши́дович Абдул(л)а́ев (род. 14 июня 1991, Наурский район, Чечня) — российский борец греко-римского стиля чеченского происхождения, серебряный призёр чемпионата Европы и мира, обладатель Кубка мира, чемпион России, Заслуженный мастер спорта России.

## Карьера
В январе 2019 года стал бронзовым призёром чемпионата России в Калининграде В январе 2020 года в Новосибирске впервые в карьере стал чемпионом России. 31 января 2020 года был  включен в состав сборной России на участие на чемпионате Европы в Риме.
В феврале 2020 года на чемпионате континента в итальянской столице, в весовой категории до 67 кг Назир в схватке за чемпионский титул уступил спортсмену из Норвегии Мортену Торесену и завоевал серебряную медаль европейского первенства.
В декабре 2020 года на Индивидуальном кубке мира в столице Сербии Белграде в весовой категории до 67 кг спортсмен занял первое место.
В апреле 2022 года Абдуллаеву было присвоено звание Заслуженного мастера спорта России.

## Основные достижения
- Чемпионат России по греко-римской борьбе 2019 — ;
- Чемпионат России по греко-римской борьбе 2020 — ;
- Чемпионат Европы по борьбе 2020 — ;
- Индивидуальный кубок мира по борьбе 2020 — ;
- Чемпионат России по греко-римской борьбе 2021 — ;
- Чемпионат России по греко-римской борьбе 2022 — ;